# Hiran Spagnol
Hiran Spagnol (Linhares, 29 de outubro de 1971) é um ex-futebolista brasileiro que jogava como goleiro.
Notabilizou-se em sua carreira pela estatura (1,99 m) e por ter marcado 2 gols, ambos de cabeça, por Guarani e Santo André.

## Carreira

### Início
Iniciou a carreira profissional em 1992, pelo Linhares EC, onde foi campeão capixaba em 1993 e semi-finalista da Copa do Brasil de 1994. As atuações de Hiran na Copa do Brasil e no Campeonato Capixaba de 1994 chamaram a atenção de Beto Zini, presidente do Guarani, que o contratou no mesmo ano.
Pelo Bugre, onde atuaria até 1998, Hiran chamou a atenção por ter marcado um gol de cabeça contra o Palmeiras, no Campeonato Paulista de 1997, quando o Guarani perdia por 3 a 2, e Hiran cabeceou para as redes de Velloso, garantindo o empate.
Jogou também pelo Atlético Mineiro, sem muito destaque.
Voltou ao futebol paulista em 1999, para defender o Santo André. No "Ramalhão", o goleiro surpreendeu novamente ao marcar outro gol de cabeça, agora contra o Juventus. Hiran ainda comemorava quando Adil, do Juventus, marcou na saída de bola do "Moleque Travesso". O fato fez com que o goleiro reivindicasse o reconhecimento do Guinness Book de ser o único goleiro a marcar 2 gols de cabeça na história do futebol. A marca foi igualada por Lauro, então goleiro da Portuguesa, que havia marcado contra o Flamengo em 2013.
Jogaria também por Remo, Internacional e Ponte Preta até 2004, quando um acidente interrompeu sua carreira.

### O acidente
Em 2004, Hiran viajava de Linhares, sua cidade natal, para Vitória, de onde sairia para Brasília para assinar contrato com o Brasiliense. No município de Aracruz, seu carro bateu de frente contra uma carreta. Inerte, o goleiro foi resgatado com várias fraturas pelo corpo, e foi salvo por um desfibrilador, que manteve seu coração batendo. O baço, porém, foi retirado.
Durante um jogo da Segunda Divisão capixaba, a falsa notícia de que Hiran havia falecido fez com que o árbitro autorizasse um minuto de silêncio, sem saber que o goleiro ainda estava vivo, porém em estado gravíssimo.

### Volta aos gramados
Depois de 8 anos parado, Hiran, que chegou a trabalhar como preparador de goleiros no Jaguaré em 2007, retomou a carreira de jogador em 2010, atuando pelo Linhares FC, onde jogaria até 2011, quando aos 39 anos, recebeu o prêmio de melhor goleiro do Campeonato Capixaba. No mesmo ano, assinou com o São Mateus, e voltou ao Linhares por empréstimo no ano seguinte.
Passou também por Aracruz, Colatina e Santacruzense, onde chegou a exercer tripla função de técnico, jogador e preparador de goleiros. Ele chegou a ser afastado do comando técnico devido a uma crise de apendicite, dando lugar a Sidney Maluza, presidente da Santacruzense, que treinou a equipe interinamente. Com a suspensão de Maluza após este ofender um árbitro, o gerente de futebol Luciano Sato assumiu o cargo até a recuperação de Hiran, que voltaria às atividades na 11ª rodada do Campeonato Paulista da Série A3. O goleiro-treinador deixou a Santacruzense em março de 2015.
Em julho do mesmo ano, Hiran voltou novamente ao Linhares para a disputa da Copa Espírito Santo.

## Gols
Apesar de treinar cobranças de faltas, Hiran nunca fez um gol deste tipo. Porém, com seus 1,99 m de altura, Hiran era uma "arma ofensiva" em escanteios nos fins dos jogos, tanto que ele marcou 2 gols de cabeça, por Guarani e Santo André.
O segundo gol de cabeça feito por Hiran teve outra peculiaridade. Na saída de bola do Juventus, o meia Adil marcou do meio de campo, enquanto o goleiro voltava correndo em direção à meta após longa comemoração, decretando a vitória do Moleque Travesso por 2 a 1.
Uma outra curiosidade aconteceu quando ele jogava no Remo, onde sofreu um pênalti ao tentar novo gol de cabeça.
| # | Data                    | Local                                           | Equipe      | Placar (Gol) | Adversário | Placar Final | Campeonato                             | Ref.   |
| - | ----------------------- | ----------------------------------------------- | ----------- | ------------ | ---------- | ------------ | -------------------------------------- | ------ |
| 1 | 27 de fevereiro de 1997 | Estádio Brinco de Ouro da Princesa, Campinas-SP | Guarani     | 3 x 3        | Palmeiras  | 3 x 3        | Campeonato Paulista de 1997            | [ 16 ] |
| 2 | 6 de junho de 1999      | Estádio Bruno José Daniel, Santo Andre-SP       | Santo André | 2 x 1        | Juventus   | 2 x 2        | Campeonato Paulista de 1999 - Série A2 | [ 2 ]  |

## Conquistas
Linhares EC
- Campeonato Capixaba: 1993

Aracruz
- Campeonato Capixaba: 2012

Colatina
- Campeonato Capixaba Série B: 2013

Individuais
- 2010 - Melhor goleiro do Campeonato Capixaba